# Internationale Tulpenrallye 1974
Internationale Tulpenrallye 1974 (24. Internationale Tulpenrallye) – 24 edycja rajdu samochodowego Internationale Tulpenrallye rozgrywanego w Holandii. Rozgrywany był od 26 do 28 kwietnia 1974 roku. Była to siódma runda Rajdowych Mistrzostw Europy w roku 1974.

## Klasyfikacja rajdu
| Miejsce                      | Kierowca                     | Pilot                        | Samochód                     | Czas                         | Strata                       |                              |
| Klasyfikacja generalna i ERC | Klasyfikacja generalna i ERC | Klasyfikacja generalna i ERC | Klasyfikacja generalna i ERC | Klasyfikacja generalna i ERC | Klasyfikacja generalna i ERC | Klasyfikacja generalna i ERC |
| ---------------------------- | ---------------------------- | ---------------------------- | ---------------------------- | ---------------------------- | ---------------------------- | ---------------------------- |
| 1.                           | Walter Röhrl                 | Jochen Berger                | Opel Ascona 1.9 SR           | 1:28:52                      | 0.0                          |                              |
| 2.                           | Lars Carlsson                | Peter Petersen               | Opel Ascona                  | 1:31:02                      | +2:10                        |                              |
| 3.                           | António Borges               | Francisco Pina de Morais     | Porsche Carrera              | 1:32:51                      | +3:59                        |                              |
| 4.                           | Horst Rack                   | Helmut Köhler                | Porsche Carrera              | 1:39:34                      | +10:42                       |                              |
| 5.                           | Börje Nilsson                | Anders Olsson                | Volvo 142                    | 1:39:40                      | +10:48                       |                              |
| 6.                           | Man Bergsteyn                | Stef Thomas                  | Opel Ascona 1.9 SR           | 1:39:40                      | +10:48                       |                              |
| 7.                           | Rob Slotemaker               | Dirk Buwalda                 | DAF 66                       | 1:39:49                      | +10:57                       |                              |
| 8.                           | Wim Luijbregts               | Bruno van Traa               | Morris Marina                | 1:40:12                      | +11:20                       |                              |
| 9.                           | Peter van't Hof              | Jaap Korpershoek             | DAF 66                       | 1:42:27                      | +13:35                       |                              |
| 10.                          | J. Lenderink                 | R. Schultz                   | Saab 99 EMS                  |                              |                              |                              |